# Fotbollslåt
Fotbollslåt kallas en sång som lanseras som kampsång till ett fotbollslag, antingen ett klubblag eller landslag. Klubblagen brukar ha sina fasta kampsånger, vissa byter ibland. Åt landslagen skrivs oftast nya kampsånger inför varje turnering.
Fotbollslåten framförs ofta av en känd artist, ibland av dock fotbollslaget självt, och har en långsam refräng med enkel melodi, som ska kunna sjungas från en läktare. Ibland framförs den av artisten ihop med fotbollslaget.

## Historia
Officiella VM- och EM-låtar görs i de flesta länder som deltar i de stora fotbollsturneringarna. Landslag och artister möts för göra kampsånger på skivor ända sedan 1950-talet, men den äldsta fotbollslåt som finns inspelad är från 1930-talet om en spelare i det engelska fotbollslaget Arsenal FC.

## Officiella mästerskapslåtar

### Fotbolls-EM för herrar
- 1992:  More Than a Game – Peter Jöback & Towe Jaarnek
- 1996:  We're In This Together – Simply Red
- 2000:   Campione 2000 – E-Type
- 2004:  Força – Nelly Furtado
- 2008:   Can You Hear Me – Enrique Iglesias
- 2012:   Endless Summer – Oceana
- 2016:  This One's For You – David Guetta feat. Zara Larsson
- 2020:  We are the People – Martin Garrix feat. Bono & The Edge

### Fotbolls-VM för damer
- 1999: Because we want to – Billie Piper[1]
- 2007: 世界今天你最美 (Shi Jie Jin Tian Ni Zui Mei/You Are The Most Beautiful In the World Today) – Chen Gang
- 2011: Happiness –  Alexis Jordan, Dave Audé[2]
- 2015: Warriors – Imagine Dragons[3]
- 2019: Gloria – Jain[4]
- 2023: Do It Again – Benee (featuring Mallrat)[5]

## Officiella svenska mästerskapslåtar
- Svenska landslaget i landsflykt - Tompa Jahn, för VM 1950
- Landskampsvisa - Sveriges fotbollslandslag 1952
- Vi hänger med - Nacka Skoglund, för VM 1958
- Vi är svenska fotbollsgrabbar - svenska landslaget och Georg Ericson för VM 1974
- Vi gör så gott vi kan - VM truppen och Schytts för VM 1978
- Vi är tjejer, vi är bäst - Sveriges damlandslag för EM 1987
- Ciao ciao Italia - After Shave med Sveriges fotbollslandslag för VM 1990
- More Than a Game - Peter Jöback och Towe Jaarnek för EM 1992 - officiella låten
- När vi gräver guld i USA - GES för VM 1994
- Det är nu! - Sveriges damlandslag i fotboll för VM 1995
- Explodera - Staffan Hellstrand för EM 2000
- Campione 2000 - E-Type för Europamästerskapet i fotboll 2000 - officiella låten
- Vi ska till VM - Magnus Uggla för VM 2002
- Gula & blå (tjejernas år i år) - Sveriges damlandslag i fotboll för VM 2003
- In med bollen - Markoolio för EM 2004
- Champions - Shirley Clamp för damlandslagets matcher i OS 2004
- Vi är på gång - Tomas Ledin för VM 2006
- Rhythm Drives Me Crazy - BWO för VM 2007[6]
- Fotbollsfest - Frans feat Elias för EM 2008[7]
- Vi mot världen - Neverstore för EM 2012[8]
- Mitt Team - Frej Larsson, JOY för EM 2016[9]
- Bäst när det gäller - Gyllene Tider, Linnea Henriksson för VM 2018[10]
- Enade - Lydia Schough för VM 2019[11]
- Flaggan i topp - Anis Don Demina & SAMI för EM 2020[12]
- Vi:et i vinsten - Molly Sandén för EM 2022[13]
- Våran sång - Miss Li för VM 2023[14]

## Inofficiella svenska landslagslåtar
- Mera mål - Markoolio - EM 2000
- Global Fussball OK - Tyskarna från Lund - VM 2002
- VM-guld 2002 - Martin - VM 2002
- Sverige, det bästa på vår jord - Markoolio - EM 2008
- Det första guldet - Linda Bengtzing - EM 2008
- Svenska vrål - Mojje - EM 2008
- Sveriges pågar - Johnny & Mackan - EM 2012
- Nya Sverige - Dani M - U21-EM 2015
- Johnny G (The Guidetti Song) - Badpojken - U21-EM 2015
- Hela vägen hem - JLC - VM 2018
- Kämpa Sverige - IJustWantToBeCool VM 2018
- Ge oss mål - Markoolio - VM 2018
- Vi ska skicka våra grymma pappor till Moskva - Pidde P, Landslagsbarnen - VM 2018[15]
- Put Your Hands Up för Sverige - Samir & Viktor feat. Anis Don Demina - VM 2018
- Vi Sjunger - De Vet Du - VM 2018
- #SWEgoals - FEjM ft. ÖSK Ungdom - VM 2018[16]
- Tror på VM-guld - IJustWantToBeCool - VM 2019
- Blå - Hov1 - EM 2020
- Jag och min Jan - Tutto Balutto - EM 2020
- Håller på Blågult - Ove Ödla - EM 2020[17]
- Hela Sverige klappar - Ola Aurell -  EM 2020
- Mot alla odds (Mästerskapsedition) - Blues - EM 2020[12]

## Övriga svenska fotbollslåtar
- Gårdakvarnar och skit - med Håkan Hellström, GAIS:s officiella klubblåt
- Just idag är jag stark - med Kenta, Hammarby IF:s officiella klubblåt
- MFF:are e vi alla - Malmö FF:s Officiella klubblåt
- MFF-Hymnen - med Malmö FF
- Snart skiner poseidon - med Joel Alme - IFK Göteborg:s inmarschlåt
- Heja blåvitt - med Schytts - IFK Göteborg:s officiella klubblåt
- På Gator Röda och Blå - Björns Band - Helsingborgs IF fr.o.m. 2009
- Ta dom Ta dom Helsingborgs IF t o m 2009
- HIF-Biten Helsingborgs IF 1992 när Helsingborgs IF åter gick upp i allsvenskan
- Den långa vägen - Björn Gidlund - Låt till Östersunds FK
- Toppen - med Halmstads BK
- Du går aldrig själv - med Hampus Nennesson - Mjällby AIF:s inmarschlåt
- Härliga IFK - IFK Norrköping:s officiella klubblåt
- Stå upp för Elfsborg - IF Elfsborg
- Stjärnorna i Öster - Östers IF
- Vi e' FC Z - med FC Z
- Å vi e AIK - med AIK:s officiella klubblåt
- Sjung för gamla Djurgår'n - Kisa Magnusson & Lasse Bagges orkester, Djurgårdens IF:s officiella klubblåt
- Elden Inuti - med Alexander Nätterlund - Örebro SK:s inmarschlåt
- Håll mina vingar en stund - St. Jimi Sebastian Cricket Club - Sandvikens IF:s inmarschlåt
- Nolltresex – Kungarna af stan - Jönköpings Södra IF:s officiella klubblåt
- Röda dagar - med Lloyd - Kalmar FF:s officiella inmarschlåt
- FF till tusen - med Tonix - Kalmars tidigare låt
- Rött och svart pumpar hjärtat - med Annika Norlin feat. Falkarna - hyllningslåt till Östersunds FK
- Det är här vi står idag - med The Confusions - GIF Sundsvalls inmarschlåt
- Vi är med - GIF Sundsvalls tidigare kamplåt
- Jubel och Vrål med Kameleonterna är Varbergs BoIS officiella inmarschlåt

## Utländska klubblåtar
- Blue Is The Colour - Chelsea FC
- I'm Forever Blowing Bubbles – West Ham United FC[18]
- You'll Never Walk Alone - Gerry & The Pacemakers - Liverpool FC
- Glory glory Leeds United - Leeds United AFC
- Glory glory Tottenham Hotspur - Tottenham Hotspur FC

## Andra låtar
- Det spelades bättre boll - Torsson
- Du och jag och Glenn Hysén
- Långa bollar på Bengt - Svenne Rubins
- Who's da Man
- Vi är svarta, vi är vita
- Henrik Larsson - Fanclub
- 6-2, 6-2 med Rude BoIS, Landskrona BoIS supporterband